# Maria Cuțarida-Crătunescu
Maria Cuțarida-Crătunescu   (Călărași, 10 de febrer de 1857 - Bucarest, 16 de novembre de 1919) fou la primera metgessa romanesa. Activista feminista, va fundar la Societat Materna el 1897 i el 1899 creà la primera guarderia de Romania.

## Biografia
Maria nasqué a Călărași; es matriculà en la Facultat de Medicina de la Universitat de Zúric el 1877, però per dificultats lingüístiques i els avantatges rebuts pels estudiants amb diplomes de França, es traslladà a la Universitat de Montpeller, on va fer la tesi de llicenciatura. Maria Cuțarida-Crătunescu feu les pràctiques hospitalàries i el doctorat a París. Fou doctora el 1884 i es va graduar magna cum laude. La seua tesi es titulava De l'hydrorrhée et de sa valeur séméiotique dans le cancer du col de l'utérus.. Va sol·licitar a l'Hospital Brâncovenesc treballar en un departament mèdic postsecundari «Malalties de la dona»; en canvi, se li va assignar un lloc de professora d'higiene. El 1886 fou cap del departament d'higiene de l'asil Elena Lady, i el 1891 cap del departament de ginecologia de l'Hospital Filantropia de Bucarest.
El 1897 fundà una societat materna per a ajudar xiquets pobres, i la convidaren a congressos a Brussel·les (1907) i Copenhaguen (1910), on presentà accions mèdiques romaneses contra la mortalitat infantil i un estudi sobre guarderies a Romania. Com a feminista presentà El treball de les dones a Romania, sobre l'activitat intel·lectual de dones romaneses, en un Congrés a París el 1900. Durant la Primera Guerra Mundial fou metgessa de l'Hospital Militar núm. 134. Es retirà en acabar la guerra, probablement per motius de salut, i va morir a Bucarest el 1919.